# Banque nationale du Pakistan
La banque nationale du Pakistan (en ourdou : نیشنل بینک آف پاکستان) est une banque commerciale pakistanaise, majoritairement détenue par l’État pakistanais. Filiale de la banque d'État du Pakistan, elle a ses sièges sociaux dans la ville de Karachi. Elle a plus de 1 200 branches dans l'ensemble du Pakistan et fournit des services bancaires aux secteurs publics et commerciaux.
La banque a des actifs d'une valeur de 17 milliards de dollars (2017). Ses filiales comprennent entre autres NBP Capital, NBP Modaraba Management Company, NBP Exchange Company, 
Taurus Securities et NBP Almaty.
Depuis mars 2005, Syed Ali Raza est à la tête de la banque.